# Ivan Václav Cibulka
Ivan Václav Cibulka (bulharsky Иван Вацлав Цибулка, 5. prosince 1880 Praha – 3. září 1943 Sofie)    byl český violoncellista a hudební pedagog, který strávil značnou část svého života v Bulharsku. Byl prvním profesionálním violoncellistou, který v zemi působil. Byl manželem vokální pedagožky prof. Mary Cibulkové a otcem hudebního skladatele Kirila Cibulky.

## Životopis

### Mládí
Narodil se v roce 1880 v Praze. V 10 letech začal chodit na hodiny violoncella, později hru na tento nástroj vystudoval na konzervatoři ve Vídni.

### V Bulharsku
Do Bulharska dorazil v roce 1900 a začal působit v Orchestru stráže, vedeným kapelníkem Josefem Chocholou, rovněž slovanského původu, poté se stal prvním violoncellistou v orchestru Národní opery v Sofii. Představil bulharskému publiku nástroj, zde do té doby téměř neznámý. včetně violoncellových koncertů od Antonína Dvořáka, Josepha Haydna, Camille Saint-Saënse a dalších skladatelů. V roce 1901 založil jedno z prvních smyčcových kvartet v Bulharsku, do kterého patřili Josef Schwertner, Fr. Hanel a Klinger. Toto kvarteto existovalo pouze dva roky, ale dalo silný počáteční impuls komorním hudebním akcím v Bulharsku. 
V roce 1908 se stal jedním ze spoluzakladatelů Bulharské operní společnosti (dnes Divadlo opery a baletu v Sofii) a v roce 1924 Bulharské národní filharmonie (dnes Sofijská filharmonie), jejímž byl dlouholetým předsedou.
V roce 1921 absolvoval konzervatoř v Lipsku ve třídě Julia Klengela. Ve stejném roce se oženil se zpěvačkou a učitelkou zpěvu Marou Marinovou, po 15 letech známosti, během nichž čekal na povolení z Vatikánu vstoupit do ortodoxní pravoslavné církve. V roce 1927 se jim narodil syn Kiril Cibulka. Mara Cibulka se poté připojila k doposud instrumentálnímu komornímu kvintetu ve složení Ivan Cibulka (violoncello), Hans Koch (housle), Otto Daube (klavír), Bojan Konstantinov (housle) a Josef Silaba (viola). 
Velkou hudební kulturu a interpretační kvality Cibulka projevil ve své sólové i koncertní činnosti v Bulharské národní filharmonii pod vedením Isaije Dobrovena, Mojseje Zlatina, Jurije Pomerantseva a v Akademickém symfonickém orchestru s dirigentem Sašou Popovem. Při komorních představeních spolupracoval také se skladateli jako Andrej Stojanov, Menach Bensusan, dirigent a klavírní pedagog Henrich Wisner a další. Absolvoval několik koncertních turné po Německu a po roce 1918 nově vzniklém Československu. Jedním z jeho velkých mezinárodních úspěchů bylo v roce 1918 sólové vystoupení v koncertní síni Gewandhaus v Lipsku. 
Komponoval díla pro komorní orchestr, sólové skladby pro violoncello, pochody pro symfonický orchestr a další. 

### Hudební pedagog
Byl také význačným učitelem hudby. V letech 1907 až 1934 působil na soukromé i Státní hudební škole v Sofii, a na Státní hudební akademii, kde se v roce 1925 stal profesorem a ve školním roce 1933 až 1934 vykonával funkci ředitele. I když se zpočátku setkával s mnoha předsudky ohledně hraní na violoncello a bylo těžké najít lidi, kteří by byli ochotni tento obor studovat, postupně Cibulka vybudoval v Bulharsku první violoncellovou školu. Mezi jeho absolventy patřili např. jako Veselin Vapordzjev, Kiril Vapordzjev, Angel Borisov a Konstantin Kugijski. 

### Ocenění
Byl vyznamenán Zlatým řádem vědy a umění. 

### Úmrtí
Ivan Václav Cibulka zemřel 3. září 1943 v Sofii ve věku 62 let. 